# Peni Suparto
Peni Suparto (sinh ngày 14 tháng 8 năm 1947) là một chính trị gia và nhà giáo dục người Indonesia, ông từng là thị trưởng Malang, Đông Java từ năm 2003 đến 2013.

## Đầu đời và nghề nghiệp
Peni Suparto sinh ra ở Blitar vào ngày 14 tháng 8 năm 1947, ông học tại một trường sư phạm. Ông bắt đầu làm giáo viên tại một trường tiểu học ở Blitar vào năm 1965. Sau đó, ông học tại trường cao đẳng sư phạm (IKIP) ở Malang (ngày nay là Đại học Malang) từ năm 1966 đến năm 1970 trước khi trở lại Blitar để giảng dạy tại một trường dạy nghề kinh tế cho đến năm 1974. Sau đó, ông chuyển đến IKIP Malang với tư cách là trợ giảng, rồi trở thành giảng viên chính thức năm 1980.

## Sự nghiệp chính trị

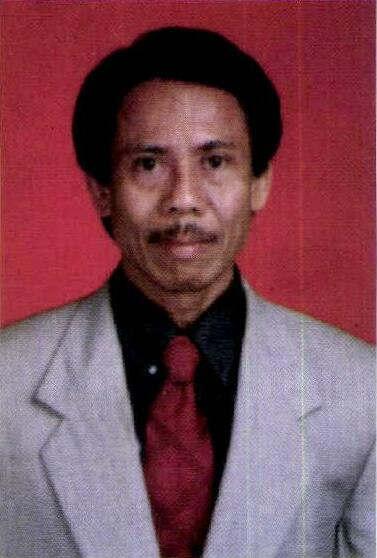
Peni Suparto khi là đại biểu Hội đồng Đại diện Nhân dân

Suparto tranh cử với tư cách là ứng cử viên lập pháp trong cuộc bầu cử lập pháp năm 1999 và được bầu vào Hội đồng Đại diện Nhân dân. Năm 2003, ông tranh cử chức vụ thị trưởng Malang. Suparto thời điểm đó là chủ tịch chi nhánh địa phương của PDI-P ở Malang, ông đã tranh cử với chủ tịch địa phương của đảng Golkar là Bambang Priyo Utomo với tư cách ứng cử viên liên danh. Danh sách ứng cử viên được bầu vào ngày 28 tháng 10 năm 2003 bởi hội đồng thành phố Malang. Trong nhiệm kỳ đầu tiên, ông bất đồng với hội đồng thành phố về vấn đề xét duyệt ngân sách địa phương. Sau đó, ông tái đắc cử trong cuộc bầu cử thị trưởng năm 2008 sau khi giành chiến thắng trong cuộc đua năm ứng cử viên, chọn Utomo làm cấp phó. Ông trực tiếp dẫn đầu một cuộc biểu tình phản đối việc tăng giá nhiên liệu trước tòa thị chính Malang vào năm 2012, sau đó ông bị thống đốc Soekarwo khiển trách. Ông khởi xướng việc xây dựng Cầu vượt Kedungkandang ở phía đông thành phố, mặc dù dự án bị trì hoãn trong suốt nhiệm kỳ còn lại của ông, chỉ được khánh thành vào năm 2020.
Năm 2013, khi nhiệm kỳ sắp kết thúc, vợ ông là Heri Pudji Utami đã tranh cử chức vụ thị trưởng, nhưng bị đánh bại trong cuộc bầu cử và Mochammad Anton được bầu kế nhiệm. Trước cuộc bầu cử, ông bị cách chức chủ tịch chi nhánh đảng do từ chối ủng hộ các ứng cử viên của đảng trong cuộc bầu cử thị trưởng.
Sau nhiệm kỳ thị trưởng, Suparto lập kế hoạch đẩy mạnh du lịch trong thành phố. Ông công khai phát biểu phản đối đề xuất năm 2022 khi coi Malang là "thành phố halal".